# آرهوس
آرهوس یا اُرهوس (به دانمارکی: Århus) شهری در بخش شرقی شبه‌جزیرهٔ یولاند، دومین شهر بزرگ دانمارک و هفتمین شهر بزرگ در میان کشورهای اسکاندیناوی است.
نخستین اشاره‌های تاریخی به آن به سال ۹۴۸م برمی‌گردد. در سده‌های میانه بسیار شکوفا گشت سپس در عصر اصلاح دینی از جایگاهش کاسته شد.
این شهر به‌عنوان بندرگاه اصلی کشور، در قسمت شرقی یولاند جای دارد و بزرگترین شهر و به‌طور غیررسمی مرکز این شبه‌جزیره به‌شمار می‌رود.
دفتر مرکزی شرکت وستاس (بزرگترین تولیدکننده توربین بادی جهان) و دانشگاه آرهوس در این شهر قرار دارند.

## جمعیت
جمعیت آرهوس بر پایهٔ آمار سال ۲۰۱۰ برابر با ۲۴۲٬۹۱۴ نفر بوده‌است. جمعیت شهر با احتساب شهرک‌های اطراف، ۳۰۷٬۱۱۹ نفر و جمعیت حومهٔ آرهوس در حدود ۸۰۰٬۰۰۰ نفر است.

## وضعیت اقتصادی
دومین شهر بزرگ دانمارک که دقیقاً بر کرانه شرقی یولاند قرار گرفته، نامش از نرس قدیم Aros (دهانه رود) آمده‌است. مهمترین صنایعش در تصفیه روغن نباتی برای تهیه مارگارین و صابون.
تولیدات کارخانه‌ای شامل: لوکوموتیو، دستگاه‌های سردکن و سردخانه و نوشابه
مرکز مهم فرهنگی دارای موزه‌ها، تآتر و کنسرت خانه‌ها و چندین انستیتوی آموزشی عالی از جمله دانشگاه آرهوس  که در ۱۹۲۸ تأسیس شد با دانشکده حدود ۱۲۵ استاد و حدود ۲۰۰۰ دانشجوست.

## تاریخچه
قدیمی‌ترین شهر دانمارک می‌باشد که نامش از ۹۴۸ به بعد آمده در آغاز از لحاظ مذهبی مرکزیت داشت و قدیمی‌ترین ساختمان آن کلیسای بانوی ما (در حدود ۱۰۰۰ میلادی ساخته شد) دارای کلیسای جامعی است که در ۱۲۰۱ میلادی بنا گردیده و در قرن ۱۴ تکمیل گردید. به دنبال رفرماسیون مذهبی شهر مدتی راکد ماند اما در قرن ۱۸ شهر با رونق اقتصادی بازرگانی جان تازه گرفت و روبه‌رو شد این رشد سریع تکامل صنعت حمل و نقل در قرن ۱۹ و ۲۰ بود.

## معماری
آروس موزه‌ای در هوای آزاد به نام شهر کهن دارد پنجاه ساختمان دارد که بسیاری از آنها مربوط به اواخر قرن ۱۶ و اوایل قرن ۱۷ می‌باشد. در آروس بناهای فوق مدرن کاخ شهرداری با برج مرمرین ۲۰۰ یایی، شکوه خاصی به آن بخشیده، سواحل شنی طول کرانه خلیج آروس پرجنب و جوش است.
در این شهر کارخانه‌های کشتی سازی و لوکوموتیوسازی و مؤسسات صنعتی گوناگون وجود دارد و سبک بنای طالار شهرداری آن بسیار جدید و غیرعادی است. دانشگاه آرهوس در سال ۱۹۲۸ تأسیس گردید. موزهٔ «اولدتاون» که در حدود مرکز این شهر در هوای آزاد واقع است بسیار جالب توجه و نمونه یک شهر دانمارکی در قرون وسطی است.
خانه‌ها و مغازه‌ها و آسیاهای قدیمی و سایر ساختمان‌های قرون وسطایی قطعه قطعه از نقاط مختلف جمع‌آوری شده و در این موزه در سواحل یک نهر کوچک، مجدداً به یکدیگر متصل گردیده‌است.